# Góra Kalwaria (gmina w guberni warszawskiej)
Góra Kalwaria (do 1883 i od 1919 miasto Góra Kalwaria) – dawna gmina wiejska istniejąca w latach 1883–1919 roku w guberni warszawskiej. Siedzibą władz gminy była osada miejska Góra Kalwaria.
Gmina Góra Kalwaria powstała 13 grudnia 1883 roku w powiecie grójeckim w guberni warszawskiej w związku z utratą praw miejskich przez miasto Góra Kalwaria i przekształceniu jego w wiejską gminę Góra Kalwaria w granicach dotychczasowego miasta.
Jako gmina wiejska jednostka przestała funkcjonować z dniem 7 lutego 1919 roku w związku z ponownym nadaniem Górze Kalwarii praw miejskich i przekształceniu jednostki w gminę miejską.